# دانييل كابلان
دانييل كابلان (بالفرنسية: Daniel Kaplan)‏ هو فيزيائي فرنسي، ولد في أبريل 1941.